# Dnano
dNaNo — это название серии радиоуправляемых автомоделей в масштабе 1:43, которая производится японской компанией Kyosho. Первая серийная модель была продемонстрирована общественности в апреле 2008 года. dNaNo представляет собой радиоуправляемое шасси с пластиковым корпусом, являющимся копией спортивного автомобиля. Длина моделей составляет около 10 см, вес с аккумулятором — примерно 40 граммов.
Несмотря на столь малые размеры, шасси dNaNo имеет конструкцию, которая применяется в более крупных автомоделях. В dNaNo имеются передние пружинные амортизаторы, сателлитный дифференциал, амортизатор задней подвески и т. д. Автомодель имеет пропорциональное управление по двум каналам (газ-тормоз и поворот колёс вправо-влево). Многие узлы автомодели можно заменить или подвергнуть тюнингу.
Передатчик dNaNo работает в частотном диапазоне 2.4 GHz и питается от четырёх аккумуляторов или батареек типоразмера AAA. Шасси dNaNo питается от литий-полимерного аккумулятора 3.7V 130mAh, которого хватает на 15-20 минут активной езды. Скорость модели в базовой комплектации 13-15 км/час.

## Комплект поставки
Как правило, шасси с кузовом поставляется отдельно от аппаратуры управления. Передатчик, аккумуляторы, зарядное устройство необходимо приобретать отдельно. Передатчик, помимо dNaNo, можно использовать для управления радиоуправляемыми автомоделями серии Mini-Z с электроникой работающей в частотном диапазоне 2.4 GHz.

## Разновидности шасси dNaNo
Компания Kyosho выпускает 3 типа шасси dNaNo, которые отличаются друг от друга расположением двигателя относительно дифференциала:
- MM — мотор расположен перед осью дифференциала
- RM — мотор расположен за осью дифференциала
- HM — мотор расположен над осью дифференциала

## Конструкция dNaNo
В передней части корпуса шасси скрыт сервомеханизм, который при помощи стальной рулевой рейки поворачивает два кулачка, на которых крепятся передние колеса. На колесные диски надеваются покрышки из резины. Внутри корпуса dNaNo находится приемник с регулятором скорости на единой плате. Снаружи корпуса выведены разъёмы для подключения двигателя, гироскопа (приобретается отдельно) и разъём для программирования электроники dNaNo через компьютер (устройство для программирования и программное обеспечение приобретается отдельно). Под крышкой корпуса шасси размещается съемный литий-полимерный аккумулятор в пластиковом кожухе. К корпусу шасси с помощью гибкой пластины крепится задняя подвеска — моторама. Гибкая пластина крепления является амортизатором задней подвески. В мотораме находится коллекторный электродвигатель, на вал которого надевается ведущая шестерёнка из Делрина (Delrin (англ.)). В комплекте dNaNo находятся 4 шестерёнки (6, 7, 8, 9 зубов), которые можно менять. Дифференциал вставляется в отверстия пластиковых втулок на мотораме. Задние колеса крепятся на дифференциале маленькими шурупами.
На нижней части корпуса имеется уникальный чип синего цвета с RFID меткой для определения времени прохождения дистанции на трассе. Устройство (засечка) для считывания информации RFID метки, установленной на корпусе dNaNo, представляет собой плоскую антенну из проводов, которая кладётся под трассу и подключается к компьютеру. Засечка для dNaNo выпускается только компанией Kyosho и приобретается отдельно.

## Кузов dNaNo
Кузов для dNaNo изготавливается из прочного пластика, окрашивается и покрывается лаком. Высокая копийность кузова практически не увеличивает вес и не снижает его прочность. Компания Kyosho имеет право на точное копирование символики и внешнего вида известнейших автомобилей в мире, благодаря договорам с автоконцернами. В настоящее время компания уже выпустила кузова Audi, Ferrari, Lamborghini, Lancia, Mazda, McLaren, Mitsubishi, Nissan, Porsche, Subaru.

## Пульт для управления dNaNo
Управление dNaNo осуществляется двухканальным передатчиком «пистолетного типа» — Perfex KT-18. Передатчик работает в частотном диапазоне 2.4 GHz. Пульт, как правило, держат в левой руке. Указательным пальцем левой руки нажимают на курок, который отвечает за Газ, Тормоз и Задний ход модели. Правой рукой поворачивается рулевое колесо на пульте, отвечающее за повороты модели влево или вправо. На пульте имеется антенна, кнопка выключателя и кнопки триммирования модели (точная настройка углов поворота колёс, и регулировка режимов газа и тормоза). В нижней части рукоятки пульта имеется отсек для четырёх аккумуляторов или батареек типоразмера AAA.

## Тюнинг dNaNo
Вместо деталей, которые установлены на стандартной dNaNo, можно приобрести опциональные (тюнинговые) детали, которые могут кардинально изменить характеристики модели. С помощью тюнинговых запчастей dNaNo можно превратить в спортивную модель, которая может составить конкуренции на трассе моделям более крупного масштаба (например: Mini-Z). Тюнинговые запчасти выпускаются как компанией Kyosho, так и другими производителями. С помощью опционального двигателя XSpeed скорость модели можно увеличить в полтора-два раза. С помощью опционального шарикового дифференциала можно более гибко настраивать динамику модели при разгоне. С помощью карбоновых пластин крепления моторамы разной жёсткости можно настроить амортизацию задней подвески. Опциональные пружинки с разной жесткостью позволяют менять степень амортизации передней подвески. dNaNo является достаточно скоростной моделью, которой очень сложно управлять при достижении максимальной скорости. Для повышения устойчивости модели на прямых участках трассы имеет смысл приобрести гироскоп, который подключается в специальный разъём на корпусе шасси. Для повышения надёжности шасси можно приобрести дополнительно планку крепления поворотных кулачков и колесные диски с креплением из алюминия. Вместо пластиковых втулок можно установить шарикоподшипники. Для увеличения сцепления модели с покрытием можно приобрести покрышки из резины с различной жесткостью.

## Соревнования dNaNo
dNaNo достаточно молодая серия радиоуправляемых автомоделей. Но не зависимо от этого, число поклонников миниатюрных шустрых моделей неуклонно растёт. dNaNo отлично подходит для покатушек как в компактных помещениях так и на специально подготовленных трассах. По всему миру поклонники dNaNo объединяются в клубы. Для dNaNo компания Kyosho выпускает специальные наборы для создания трасс.

## Стоимость dNaNo
На момент написания статьи, dNaNo в Россию официальными представителями компании Kyosho не поставлялись. Средняя цена шасси dNaNo в зарубежных магазинах без учёта стоимости доставки — $180. Стартовый пакет: передатчик, 1 аккумулятор, зарядное устройство обойдётся в $90. Итого, полный комплект dNaNo обойдётся в $270. Стоимость dNaNo в полном тюнинге превышает $450.

## Перспективы развития серии dNaNo
Серия dNaNo для компании Kyosho является одним из стратегических направлений развития бизнеса. Ежемесячно инженеры Kyosho представляют новинки тюнинга и новые уникальные кузова. Уже сегодня серия dNaNo насчитывает более 30 моделей кузовов.
Количество клубов, соревнований, межнациональных чемпионатов неуклонно растёт по всему миру.